# Convallina
Convallina es un género de foraminífero bentónico de la familia Prolixoplectidae, de la superfamilia Verneuilinoidea, del suborden Verneuilinina y del orden Lituolida. Su especie tipo es Convallina caverna. Su rango cronoestratigráfico abarca desde el Valanginiense inferior (Cretácico inferior) hasta el Ypresiense (Eoceno inferior).

## Discusión
Clasificaciones previas incluían Convallina en el suborden Textulariina del orden Textulariida, o en el orden Lituolida sin diferenciar el suborden Verneuilinina.

## Clasificación
Convallina incluye a las siguientes especies:
- Convallina caverna †
- Convallina elongata †
- Convallina logani †